# لوران پیرلید
لوران پیرلید (انگلیسی: Laurent Peyrelade؛ زادهٔ ۷ ژوئیهٔ ۱۹۷۰) بازیکن فوتبال اهل فرانسه است.
از باشگاه‌هایی که در آن بازی کرده‌است می‌توان به باشگاه فوتبال لیل، باشگاه فوتبال لو مان، باشگاه فوتبال نانت، و باشگاه فوتبال سدان اشاره کرد.